# Jugoslovanska hokejska liga 1978/79
Sezona 1978/79 jugoslovanske hokejske lige je bila šestintrideseta sezona jugoslovanskega prvenstva v hokeju na ledu. Naslov jugoslovanskega prvaka so devetič osvojili hokejisti slovenskega kluba HK Olimpija Ljubljana. 

## Prva liga

### Redni del
1. HK Olimpija Ljubljana, 37 točk
2. HK Jesenice, 31 točk
3. HK Celje, 27 točk
4. KHL Medveščak, 16 točk
5. HK Kranjska Gora, 12 točk
6. HK Crvena Zvezda, 0 točk

### Finale
| 27. januar 1979 | HK Olimpija Ljubljana | 5:3 | HK Jesenice | Hala Tivoli, Ljubljana |

| Poročilo tekme | Poročilo tekme | Poročilo tekme  | Poročilo tekme | Poročilo tekme |
| -------------- | -------------- | --------------- | -------------- | -------------- |
|                |                | (1:1, 2:0, 2:2) |                |                |

| 30. januar 1979 | HK Jesenice | 7:11 | HK Olimpija Ljubljana | Dvorana Podmežakla, Jesenice |

| Poročilo tekme | Poročilo tekme | Poročilo tekme   | Poročilo tekme | Poročilo tekme |
| -------------- | -------------- | ---------------- | -------------- | -------------- |
|                |                | (2:4, 1:4, 4:3). |                |                |

### Končni vrstni red
1. HK Olimpija Ljubljana
2. HK Jesenice
3. HK Celje
4. KHL Medveščak
5. HK Kranjska Gora
6. HK Crvena Zvezda

## Druga liga
| 1. HK Bled - 18 točk 2. HK Tivoli - 18 točk 3. HK Triglav Kranj - 10 točk 4. HK Ina Sisak - 8 točk 5. HK Prevalje - 4 točke 6. KHL Mladost Zagreb - 2 točki | 1. HK Spartak Subotica - 28 točk 2. HK Partizan Beograd - 27 točk 3. HK Vardar Skoplje - 15 točk 4. HK Vojvodina Novi Sad - 5 točk 5. HK Skoplje - 2 točki |